# Stratigrafie oceánské desky
Stratigrafie oceánské desky (angl. Ocean Plate Stratigraphy) je pojem označující sekvenci vulkanických (výlevných) a sedimentárních (usazených) hornin tvořících svrchní část oceánské litosférické desky. Tento pojem byl zaveden japonskými geology v roce 1990 (původně jako Oceanic Plate Stratigraphy). Horniny přítomné ve stratigrafii oceánské desky se mírně liší v závislosti na geologickém období vzniku. Fanerozoická stratigrafie oceánské desky zpravidla obsahuje od spoda nahoru polštářové lávy, mocnou sekvenci pelagických vrstevnatých silicitů a karbonátů, hemipelagické jílovce a prachovce, a to vše je překryté usazenými horninami turbiditních proudů. Oproti tomu, prekambrická stratigrafie oceánské desky obsahuje výrazně méně mocnou vrstvu silicitů, která je v paleoproterozoických a archaických vrstvách doplněna či nahrazena páskovanými železnými rudami.